# José Francisco Peña Gómez
José Francisco Antonio Peña Gómez (6 de março de 1937 - 10 de maio de 1998) foi um advogado e político dominicano. Líder do Partido Revolucionário Dominicano depois do golpe de Estado que derrubou Juan Bosch em 1963. Candidato três vezes à presidência da República Dominicana (1990, 1994, 1996) e ex prefeito de Santo Domingo (1982-1986).
É considerado, junto com Joaquín Balaguer e Juan Bosch, como uma das figuras mais importantes da política dominicana do século XX

## Primeiros anos e vida acadêmica
Peña nasceu em 6 de março de 1937 em La Loma del Flaco, Valverde, República Dominicana.  Seus pais biológicos eram Vicente Oguís e María Marcelino.  Peña foi adotado quando seus pais foram obrigados a fugir para o Haiti, devido ao massacre perpetrado contra os haitianos em 1937 pelo ditador Rafael Leónidas Trujillo.
A família criou e educou “Peña” como filho próprio, dando-lhe o sobrenome, ação que mais tarde se refletiu em seu interesse pelos pobres.  Uma das ironias que marcaram sua vida pública foi perceber que seu companheiro de chapa em 1994 era ninguém menos que Fernando Álvarez Bogaert, filho da família proprietária da fazenda onde cresceu.
Como resultado de sua educação, Peña Gómez contou com seu voraz apetite intelectual para complementar a educação infantil.  Aos 8 anos trabalhou em mercearia e bar; na adolescência, trabalhou como sapateiro e aprendiz de barbeiro.
Em 1952, aos 15 anos, tornou-se instrutor num programa de alfabetização para crianças pobres na sua província natal e mais tarde trabalhou como professor em escolas rurais.  Em 1959 mudou-se para Santo Domingo, onde se matriculou em um curso de radiodifusão e demonstrou um talento tão natural que uma emissora de rádio rapidamente o contratou para anunciar jogos de beisebol e outros eventos esportivos.
Em 1961 fez o curso de Ciência Política em San José, Costa Rica;  participando nesse mesmo ano de um curso de Educação Política em San Juan de Porto Rico.
Em 1962 continuou sua formação em Ciência Política, desta vez nas Universidades de Harvard e Michigan, nos Estados Unidos.
Em 1970 graduou-se como Doutor em Ciências Jurídicas pela Universidade Autônoma de Santo Domingo.  E nesse mesmo ano obteve o Doutorado em Direito Constitucional e Ciência Política pela Sorbonne de Paris.

## Guerra Civil e exílio
Desde 1961, Peña Gómez tornou-se aliado de Juan Bosch, então líder do Partido Revolucionário Dominicano.  Bosch venceu as eleições presidenciais de 1962, o primeiro presidente democrático em 32 anos, mas seu governo foi derrubado por um golpe militar em 25 de setembro de 1963. Em 1965, Peña se rebelou e através da estação de rádio onde trabalhava como apresentador chamada insurreição popular contra o golpe militar que pedia o retorno de Bosch.  O presidente dos EUA Lyndon Johnson ordenou uma invasão militar para evitar o que ele temia ser um possível movimento comunista no país.  No entanto, Peña Gómez usou suas habilidades oratórias em oposição a essa intervenção.  No final, uma negociação forçada levou Joaquín Balaguer à presidência e o PRD a uma longa oposição durante os 12 anos seguintes.  A repressão de Balaguer foi intensa durante todo esse período.
Refugiado na França, Peña Gómez estudou ciências políticas e direito constitucional e direito do trabalho durante dois anos na Universidade de Paris.  No exílio, também esteve envolvido nos esforços para obter a condenação internacional das violações dos direitos humanos na República Dominicana, e onde estabeleceu relações com grupos internacionais que seriam importantes para o resto da sua vida.

## Líder do PRD
Antes de 1973, Juan Bosch e Peña Gómez tiveram um confronto que resultou na ruptura de Bosch com o partido que havia fundado e na criação de um novo.  Em novembro, Bosch renunciou para formar o Partido da Libertação Dominicana.  Sob a liderança de Peña, o PRD venceu as eleições presidenciais de 1978 com Antonio Guzmán Fernández e 1982 com Salvador Jorge Blanco, e ele próprio foi prefeito de Santo Domingo de 1982 a 1986. Esta posição automaticamente o tornou um forte candidato à presidência.  Mas o seu partido afastou-o em 1986, com alguns dos seus líderes a argumentar que seria impossível para um homem negro, especialmente um de ascendência haitiana, tornar-se presidente.  Peña perdeu as primárias para Jacobo Majluta, após um violento motim ocorrido no hotel Dominican Concorde, local onde ocorreu o encontro.  Esse episódio ficou registrado na história como "o concordazo" e para que um candidato fosse apresentado nas eleições de 16 de maio de 1986, o então presidente Salvador Jorge Blanco teve que promover o que foi chamado de "Pacto da União ".  Com o PRD marcado por lutas internas e descontentamento generalizado com a corrupção, sob a presidência de Jorge Blanco, Balaguer foi reeleito.
Em 1990, Peña venceu a candidatura.  Com um partido enfraquecido, Peña concorreu à presidência, ficando em terceiro lugar, atrás de Balaguer do Partido Reformista Social Cristão e Bosch do Partido de Libertação Dominicana.
Em 1994 o PRD foi fortalecido e consolidado.  A campanha presidencial foi violenta e suja, e Peña perdeu para Balaguer em uma eleição muito acirrada, marcada por fortes irregularidades e fraudes.  Peña convocou uma greve geral que foi amplamente apoiada por seus seguidores.
A crise pós-eleitoral e as pressões internacionais obrigaram à negociação de uma solução política, com a participação dos principais partidos do país, da Igreja Católica e de outros sectores representativos da sociedade.  Oprimido pela pressão, Balaguer propôs a assinatura de um pacto que se tornaria o Pacto pela Democracia no qual foi proposta a redução do seu mandato para dois anos e depois entregue ao seu adversário mais próximo.  Essa proposta foi rejeitada por Peña Gómez. Diante desta situação, Balaguer concordou em reduzir seu mandato para 18 meses e cedeu à realização de eleições presidenciais em 16 de novembro de 1995.
O acordo finalmente assinado no Palácio Nacional, em 10 de agosto de 1994, estabeleceu a convocação da Assembleia Nacional para reformar a Constituição e estabelecer uma nova data para as eleições presidenciais, o mês de maio. 16 de novembro de 1996, e não em novembro de 1995 como havia sido acordado, o que os separou das eleições municipais e parlamentares, que seriam em maio de 1998;  proibir a reeleição em dois períodos consecutivos e estabelecer um segundo turno se nenhum candidato obtiver 50% mais um dos votos.
Nas eleições de 1996, o PRD escolheu Peña Gómez como candidato, o PRSC levou Jacinto Peynado e o PLD levou Leonel Fernández.
A campanha foi feroz contra o líder do PRD.  Questionaram sua nacionalidade, acusaram-no de ter origem haitiana e de estar ligado ao tráfico de drogas.  Essa campanha foi descrita pelo próprio Peña Gómez como suja e racista.
O PRD e aliados obtiveram 1.270.000 47%, o PLD e aliados alcançaram 1.076.872 votos para 38% e o PRSC e aliados 420.560 votos para 14,9%.  A abstenção no primeiro turno atingiu 20,16 por cento.  No primeiro turno, nenhum dos candidatos alcançou 50 mais um dos votos, sendo o PRD e o PLD os partidos com maioria de votos.
Para a segunda volta, o PRSC e o PLD aliaram-se taticamente com a assinatura da Frente Patriótica, que foi realizada em evento público, no Palácio Desportivo;  contra o PRD e Peña Gómez.  O PLD conquistou a Presidência ao obter 1.466.382 votos, contra 1.394.641 votos do PRD.  Foram 1.045 votos observados e 18.829 votos nulos.

## Conquistas
- Como locutor e apresentador de um dos programas de rádio mais populares da época, ele apelou à sociedade dominicana em abril de 1965 para que saísse às ruas para exigir o retorno à constitucionalidade.Em poucas horas, a capital estava lotada de gente.

- Depois que o Dr. Balaguer fraudou as eleições (1994), ele foi o promotor de um acordo entre os principais líderes políticos da época, esse acordo foi chamado de Pacto pela Democracia no qual foi acordado não reeleger, a redução do governo de Balaguer, a realização de eleições em Maio de 1996, entre outras coisas.

- Promoveu a inclusão da dupla nacionalidade na constituição da República Dominicana, permitindo aos dominicanos desfrutar de duas nacionalidades sem perder a nacionalidade dominicana.

- Foi vice-presidente da Internacional Socialista, sindicalista de Santo Domingo, presidente do PRD e candidato presidencial do mesmo.

- Em abril de 1984 desempenhou um papel importante na prevenção de um possível golpe de Estado contra o governo de seu partido.  Aquela planície povoada foi um movimento espontâneo resultante das medidas económicas do governo de Salvador Jorge Blanco, que se preparava para assinar um acordo Stand-by com o Fundo Monetário Internacional (FMI) no dia 24 de Abril, data em que ocorreu a Revolução do 24 de abril de 1965 e José Francisco Peña Gómez discursou em um discurso de rádio às Forças Armadas Dominicanas para reprimir os protestos de toda a população, terminando com 158 mortos e milhares de feridos em todo o país, justificando-o com um suposto "Golpe de Estado ." ", que nunca apresentou provas da suposta conspiração para derrubar o governo.

```
* Criação do 
Conselho Nacional da Magistratur 
 (CNM) da República Dominicana.
```

## Últimos anos e morte
Pouco depois de 1994, começaram os primeiros sintomas do câncer de pâncreas que afligiu Peña Gómez.  A doença cedeu após o tratamento nos Estados Unidos.  Mais tarde, o câncer reapareceu e Peña Gómez passou a maior parte do resto de sua vida viajando entre Santo Domingo e Nova York, onde foi submetido a tratamento médico.  Ele finalmente morreu de edema pulmonar em 10 de maio de 1998 em sua casa em Cambita Garabito, San Cristóbal, 6 dias antes das eleições parlamentares e municipais. ele estava concorrendo a um segundo mandato como prefeito de Santo Domingo.  A sua morte causou choque generalizado no país e demonstrações sinceras de dor por parte dos seus apoiantes e habitantes da cidade foram evidentes no seu velório e funeral, tornando-o o mais concorrido da história política recente.  Após sua morte, o governo dominicano decretou três dias de luto nacional em reconhecimento aos seus "méritos pessoais e contribuições indiscutíveis para a democracia", como disse o presidente Leonel Fernández ao anunciar a extensão da morte.  Após a sua morte, o PRD obteve a maioria nas eleições daquele ano, tanto no congresso nacional como nas autarquias locais.

## Vida pessoal
Peña Gómez foi casado três vezes, a primeira com Julia Idalia Guaba Martínez com quem teve quatro filhos: Lourdes Fátima, Luz del Alba (Luchy)†, José Francisco (José Frank) e Francisco Antônio (Tony).
Durante seu segundo casamento, com Ana Rosa Meléndez (que foi Diretora do Museu Dominicano de Arte Moderna), adotaram María Rosa, filha de uma empregada doméstica, que ao nascer foi abandonada na maternidade pública de Santo Domingo. .
Seu último casamento foi com Alba María "Peggy" Cabral Cornero, filha do escritor dominicano Manuel del Cabral, e com quem não teve filhos.  Peña teve 9 filhos no total.
1. ↑  Caribe, El. «La sentencia no afectaría a Peña Gómez - Periódico elCaribe». www.elcaribe.com.do (em espanhol). Consultado em 28 de novembro de 2023